# Gilgal I
Ne doit pas être confondu avec Gilgal Refaïm (Rujm el-Hiri) ou Guilgal
Gilgal I est un site archéologique de la vallée du Jourdain daté du Xe millénaire av. J.-C. Il est situé en Cisjordanie, à 13 km au nord de Jéricho, à quelques kilomètres du kibboutz de Gilgal. On y a trouvé plusieurs maisons rondes contenant un important matériel archéologique. Les structures et les objets mis au jour permettent de progresser dans la compréhension de la naissance de l'agriculture au Levant. Gilgal I se trouve sur une crête. Cinq autres sites préhistoriques ont également été découverts dans le même secteur (Gilgal II et VI sur la crête, Gilgal II, IV et V dans la vallée). 

## Historique
Gilgal I est d'abord fouillé par Tamar Noy, du Musée d'Israël. Les fouilles suivantes sont menées par Ofer Bar-Yosef, de l'université Harvard, et Mordechai E. Kislev et Anat Hartmann, de l'université Bar-Ilan.

## Habitat
Les fouilles ont mis au jour les restes de treize maisons rondes faites de terre glaise et de pierres.
Le site est daté de 9400 à 9200 av. J.-C., ce qui correspond au Néolithique précéramique A, une période encore préagricole selon les connaissances antérieures.

## Mode de subsistance
Les archéologues ont trouvé des cachettes contenant des semences de figues sélectionnées, ainsi que de l'orge sauvage (Hordeum), de l'avoine sauvage (Avena) et des glands. Les quantités trouvées sont importantes et conduisent à envisager un contexte dépassant la simple proto-agriculture (dite aussi cueillette intensive (en)).
On a trouvé aussi des figues carbonisées dans une maison incendiée. Ces figues se sont révélées appartenir à une variété mutante à fruits parthénocarpiques, cultivée pour la consommation humaine. Les figues découvertes à Gilgal n'ont pas de graines. C'est une mutation qui ne peut pas se propager dans la nature au-delà d'une génération. Cela suggère que les figuiers de Gilgal étaient maintenus artificiellement par marcottage ou bouturage, des techniques de multiplication végétative qui consistent à enfouir partiellement dans le sol des branches vivantes. Quelques restes de figues trouvés sur d'autres sites du Proche-Orient se sont révélés appartenir à cette même variété.
Quelques-unes des espèces essayées et ensuite abandonnées durant le Néolithique au Proche-Orient, dans des sites comme Gilgal I, furent ultérieurement domestiquées avec succès dans d'autres régions du monde.

## Vestiges archéologiques
Des objets en terre cuite datés du Néolithique précéramique A ont été découverts à Gilgal I. Ce sont principalement des figurines et des objets symboliques. Comme ils font partie des plus anciennes céramiques découvertes au Levant, les archéologues jugent que leurs caractéristiques artistiques, stylistiques, symboliques et techniques ne manquent pas d'intérêt.

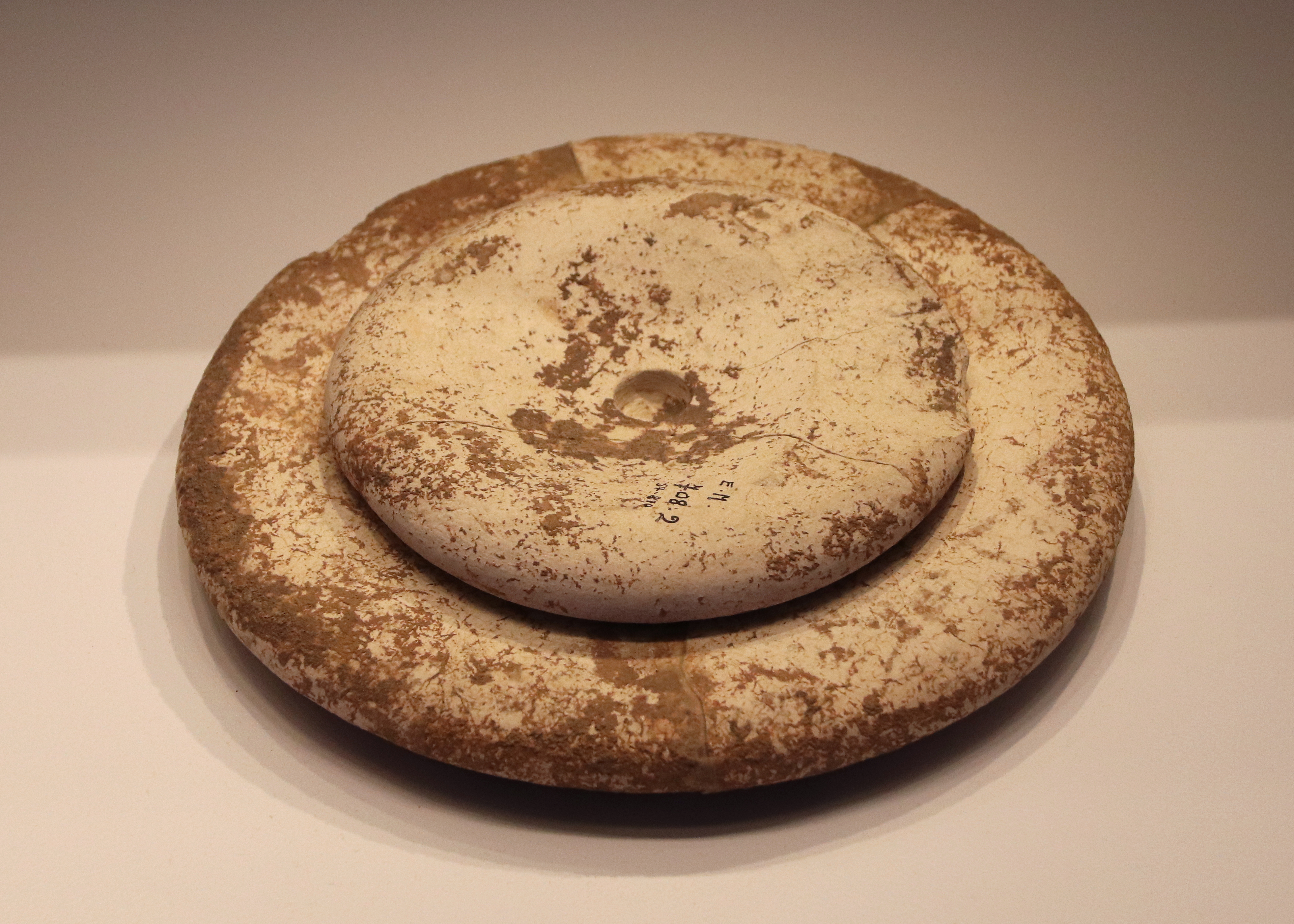
Pierre dormante et meule de Gilgal, Natoufien.

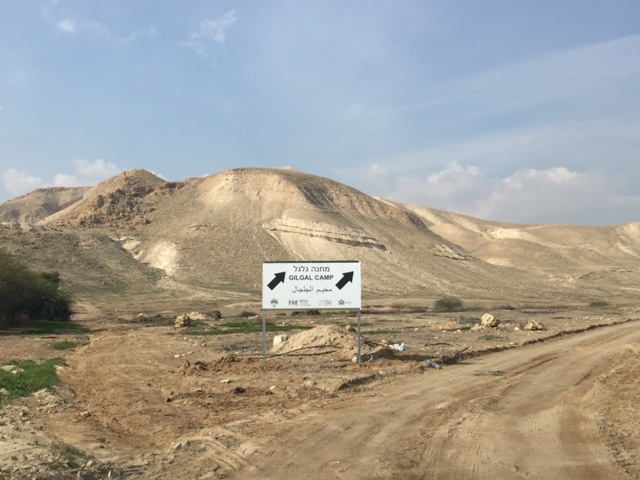
Emplacement présumé du campemement biblique de Gilgal.

## Gilgal I et l'agriculture
Gilgal I occupe une place importante dans les interrogations actuelles des chercheurs concernant les débuts de la domestication des plantes et des animaux et la nature du processus de néolithisation. Ainsi les figues de Gilgal I proviendraient de figuiers domestiqués, puisque incapables de se reproduire sans l'intervention de l'homme. Pour un agronome actuel ce serait d'ailleurs un cultivar, c'est-à-dire une variété créée et maintenue pour les besoins de l'agriculture.
De ce fait, les fouilleurs de Gilgal I proposent implicitement d'avancer de mille ans les débuts de la révolution néolithique au Proche-Orient. Les fouilles d'Ohalo II, auxquelles a également participé Ofer Bar-Yosef, semblent confirmer cette idée, qui reste discutée. D'autres ont avancé des dates de début de la culture des céréales encore plus anciennes.
De même, les glands récoltés à Gilgal I procèdent-ils de la simple cueillette, d'une "cueillette intensive", d'horticulture ou de sylviculture ? Le même débat existe au sujet de la période Jōmon, au Japon, et il continue avec les découvertes récentes faites en zones tropicales grâce aux progrès de l'archéobotanique,, tendant à montrer que la révolution néolithique est un processus assez lent (de quelques centaines à plusieurs milliers d'années) et extrêmement divers selon les zones géographiques et les communautés humaines.

## Gilgal et la Bible
À la suite de la publication en 2009 par Adam Zertal de fouilles à proximité de Gilgal I, présentant Guilgal comme le site mentionné dans le Livre de Josué, le MHF Israël (Moreshet (Heritage) Foundation Israël) y avait envisagé la construction d'un centre de formation : le Gilgal Visitors Center.